# (35577) 1998 HZ26
1998 إتش زد 26 (ويعرف أيضًا باسم (35577) 1998 إتش زد 26 وفق تسمية الكوكب الصغير) (بالإنجليزية: 1998 HZ26)‏؛ هو كويكب ضمن حزام الكويكبات.
اكتُشف هذا الجُرم الفلكي بواسطة سبيس واتش في 21 أبريل 1998، وترتيبه 35577 من حيث الاكتشاف.

## الوصف
اكتُشف 355771998HZ في 21 أبريل 1998 في مرصد قمة كت الوطني، الواقع في صحراء سونورا، أريزونا في الولايات المتحدة، بواسطة مشروع سبايس واتش (مشاهد السماء) التابع لجامعة أريزونا. وقد رصد المشروع 1,172 مشاهدة للكويكب إلى غاية 8 يوليو 2021 بتوقيت منطقة المحيط الهادئ، أي في مدة قدرها 8,446 يومًا (23.1 عام). تستغرق الفترة المدارية للكويكب 1,710 يومًا (4.7 عام).

## الخصائص المدارية
يتميز مدار هذا الكويكب بنصف محور رئيسي يبلغ 2.8 وحدة فلكية، وحضيض قدره 2.56 وحدة فلكية، وانحراف قدره 0.0853 وزاوية ميلان 5.47 درجة بالنسبة لمسار الشمس. بسبب هذه الخصائص، أي نصف المحور الرئيسي بين 2 و3.2 وحدة فلكية وحضيض أكبر من 1,666 وحدة فلكية، يُصنف هذا الجُرم الفلكي وفقًا لقاعدة بيانات مختبر الدفع النفاث لأجرام النظام الشمسي الصغيرة كائنًا من حزام الكويكبات الرئيسي.

## وصلات خارجية
- (35577) 1998 HZ26 في قاعدة بيانات مختبر الدفع النفاث لأجرام النظام الشمسي الصغيرة

- الاكتشاف · مخطط المدار ·  العناصر المدارية · المعلمات المادية

- (35577) 1998 HZ26 على موقع ويكي سكاي: DSS2, SDSS, GALEX, IRAS, Hydrogen α, X-Ray, Astrophoto, Sky Map, Articles and images